# کش (یوتا)
کش (به انگلیسی: Cache) یک منطقهٔ مسکونی در ایالات متحده آمریکا است که در شهرستان کش، یوتا واقع شده‌است. کش ۱۵٫۶ کیلومتر مربع مساحت و ۳۸ نفر جمعیت دارد.